# انکارنا پاسو
انکارنا پاسو (اسپانیایی: Encarna Paso‎؛ زادهٔ ۲۵ مارس ۱۹۳۱) بازیگر اهل اسپانیا است.
از فیلم‌ها یا برنامه‌های تلویزیونی که وی در آن نقش داشته‌است، می‌توان به جنگل افسون‌شده، آغازی دوباره، کندو و رامون کاخال اشاره کرد.